# دوددن (تشيشير)
دوددن (بالإنجليزية: Duddon)‏ هي قرية و أبرشية مدنية تقع في المملكة المتحدة في إنجلترا.  يقدر عدد سكانها بـ 473 نسمة .